# Khājān
Khājān (persiska: Khājān-e Do Dāng, خاجان) är en ort i Iran.   Den ligger i provinsen Gilan, i den nordvästra delen av landet, 240 km nordväst om huvudstaden Teheran. Antalet invånare är 143.
Terrängen runt Khājān är mycket platt. Runt Khājān är det tätbefolkat, med 636 invånare per kvadratkilometer. Närmaste större samhälle är Rasht, 8,5 km sydväst om Khājān. Trakten runt Khājān består till största delen av jordbruksmark.